# 360-369
De jaren 360-369 (van de christelijke jaartelling) zijn een decennium in de 4e eeuw.

## Belangrijke gebeurtenissen
- 361 : Keizer Constantius II sterft en wordt opgevolgd door zijn neef Julianus Apostata.
- 362 : Julianus schroeft de voordelen die de christenen in het rijk hadden verkregen terug.
- 363 : Julianus' Perzische Veldtocht. Julianus sneuvelt. Hij wordt opgevolgd door Jovianus
- 363 : Op 19 mei brengt een aardbeving grote schade toe aan de stad Petra in de provincie Arabia.
- 364 : Keizer Jovianus sterft en wordt opgevolgd door Valentinianus I. Valentinianus stelt zijn broer Valens aan als medekeizer. Het Romeinse Rijk wordt formeel in tweeën gedeeld. Valentinianus regeert over het westelijk deel vanuit Milaan, Valens bestuurde de pretoriaanse prefectuur van het Oosten, inclusief Constantinopel.
- 365 : De Alemannen steken de Rijn over en veroveren Mogontiacum (het huidige Mainz).
- 365 : Een aardbeving gevolgd door een tsunami vernietigt de havensteden aan de noordkust van Africa: Alexandrië, Apollonia, Cyrene, Ptolemais, Lepcis Magna, Oea en Sabratha.
- 366 : Slag bij Thyateira. Keizer Valens verslaat usurpator Procopius.
- 367-368 : De Barbarica conspiratio: de Picten, Schotten en Attacotti vallen het gebied ten zuiden van de Muur van Hadrianus binnen, terwijl de Saksen en Franken de kust van Gallië aanvallen. De Romeinen slaan eerst terug, maar gedurende een jaar is van Romeinse controle in Brittannië geen sprake meer. Zuidelijk Schotland wordt definitief verlaten.
- 369 : Slag bij Noviodunum. De Visigoten onder koning Athanarik verliezen deze oorlog tegen de Romeinen onder keizer Valens in Dacië.

## Heersers

### Europa
- Romeinse Rijk: Constantius II (337-361), Julianus Apostata (361-363), Jovianus (363-364)
  - keizer in het westen: Valentinianus I (364-375)
  - keizer in het oosten: Valens (364-378)
  - caesar: Julianus Apostata (355-361)
  - tegenkeizer: Procopius (365-366), Marcellus (366)
- Visigoten: Athanarik (ca. 355-ca. 380)

### Azië
- Armenië: Arsjak II (ca. 350-368)
- China (Jin-dynastie): Jin Mudi (345-361), Jin Aidi (361-365), Jin Feidi (365-371)
- India (Gupta's): Samudragupta (335-375)
- Japan (traditionele data): Nintoku (313-399)
- Perzië (Sassaniden): Shapur II (309-379)

### Religie
- paus: Liberius (352-366), Damasus I (366-384)
  - tegenpaus: Felix II (355-365), Ursinus (366-367)
- patriarch van Alexandrië: Athanasius (328-373)
- patriarch van Antiochië: Euzoius (360), Meletius (361-381)

<< · 360 · 361 · 362 · 363 · 364 · 365 · 366 · 367 · 368 · 369 · >>
<< · 300-309 · 310-319 · 320-329 · 330-339 · 340-349 · 350-359 · 360-369 · 370-379 · 380-389 · 390-399 · >>